# كلورس إكماني
كلورس إكماني (الاسم العلمي:Chloris ekmanii) هو نوع من النباتات يتبع جنس الكلورس من الفصيلة النجيلية.